# علي بن صبر الدين
علي بن صبر الدين زنكي (ازدهر بعد 1344) كان ابن صبر الدين الأول. جعله إمبراطور إثيوبيا حاكم سلطنة عفت بعد وفاة والده.

## فتره حكم
وفقًا لتاديسي تمرات، يصف المقريزي علي بأنه "أول من ثار من الولاء العرفي لهاتي [الإمبراطور]"، وهو ادعاء يفسره تاديس تمرات على أنه يعني أن علي كان أول من ثار في عائلته منذ وفاة الإمبراطور أمدا سيون الأول.
لم ينجح تمرده بسبب نقص الدعم من رعاياه. تم القبض على علي وسجن هو وجميع أبنائه باستثناء أحمد. قام الإمبراطور نوايا كريستوس فيما بعد بتعيين أحمد حاكمًا على عفت. ومع ذلك، بعد ثماني سنوات، أطلق سراح علي من السجن وعاد إلى السلطة. تم استبعاد أحمد وأبنائه من السلطة، وتطلب الأمر تدخل الإمبراطور المباشر لأحمد للحصول على منصب في منطقة واحدة.
في النهاية، قاد حفيده حق الدين الثاني تمردًا أنهى سلطة علي، على الرغم من أن حق الدين سمح لجده بالاحتفاظ بلقب الحاكم على مدينة عفت. يذكر ريتشارد بانكهورست أن علي ولد ابنه، ملا أسفه، الذي قاتل ضد ابن عمه حق الدين، وقتل في هذا التمرد.
هناك بعض الخلاف حول المدة الدقيقة لعهد علي. يذكر المقريزي في أحد كتبه أنه تم الإفراج عن علي بعد ثماني سنوات من السجن، ولكن في مكان آخر كتب أنه كان في السجن لمدة 30 عامًا وتوفي في عهد حفيده سعد الدين الثاني. ولزيادة تعقيد الأدلة، فإن تاريخ سلالة والاشمة يمنحه حكماً مدته 40 عاماً، ونجله أحمد حكماً لمدة عامين فقط.

## ملحوظات
1. ↑  Taddesse Tamrat, Church and State in Ethiopia (Oxford: Clarendon Press, 1972), p. 145.
2. ↑  Taddesse Tamrat, p. 148.
3. ↑  Richard Pankhurst, The Ethiopian Borderlands (Lawrenceville: Red Sea Press, 1997), p. 50. Pankhurst's account of Ali's life differs in some details from the one described here.
4. ↑  Summarized from Taddesse Tamrat, p. 146 n.2.